# 美丽中条鳅
美丽中条鳅（学名：Traccatichthys pulcher）为輻鰭魚綱鯉形目条鳅科中条鳅属的鱼类，俗名竹叶鱼、花鳅、锦鳅、美丽条鳅，是中国的特有种。分布于元江、珠江、韩江、九龙江、珠江水系分布于西江、北江和东江等，多生活于缓流和静水的多水草河段。本魚體側扁，尾柄短，頭稍平扁，口亞下位，唇厚，具3對觸鬚，表面有乳狀突起，上頷中部有1個齒形突起，下頷匙狀。體被小鱗，側線完整，背鰭位於身體中間，尾鰭截形，體色為橄欖綠，延著側線有1行孔雀綠的橫斑紋，並帶有藍色光澤，魚鰭粉紅色，尾鰭基部有1深綠色斑點，背鰭軟條10-11枚;臀鰭軟條2-5枚，體長可達12公分，可作為觀賞魚。该物种的模式产地在海南岛。

## 扩展阅读
維基物種上的相關：美丽中条鳅